# Истакуистла-де-Марьяно-Матаморос
Истакуистла-де-Марьяно-Матаморос (исп. Ixtacuixtla de Mariano Matamoros)  —   муниципалитет в Мексике, входит в штат Тласкала.